# Philocheras vanderbilti
Philocheras vanderbilti is een garnalensoort uit de familie van de Crangonidae. De wetenschappelijke naam van de soort is voor het eerst geldig gepubliceerd in 1935 door Boone.